# Helen & Joseph
Helen & Joseph war ein kurzlebiges maltesisches Schlagerduo, bestehend aus Helen Micallef und Joseph Cutajar.

## Werdegang
Als Gewinner des maltesischen Vorentscheids durften sie beim Eurovision Song Contest 1972 in Edinburgh für den Inselstaat Malta antreten. Sie kamen mit dem Schlager L’imħabba (dt.: Die Liebe) allerdings nur auf den letzten Platz.
Helen versuchte sich noch einmal als Solosängerin beim maltesischen Vorentscheid 1992, konnte dort aber keinen Sieg erringen.